# Gwendoline Christie
Gwendoline Tracey Philippa Christie (Worthing, 1978. október 28. –) Primetime Emmy-díjra jelölt angol színésznő és modell.
Legismertebb televíziós szerepe Tarth-i Brienne volt az HBO Trónok harca című fantasysorozatában. 2019-ben Primetime Emmy-díjra jelölték, mint legjobb női mellékszereplőt. A Star Wars: Az ébredő Erő (2015) és a Star Wars: Az utolsó Jedik (2017) című filmekben Phasma századost alakította.
2022-ben a Netflix Sandman: Az álmok fejedelme és Wednesday című sorozataiban kapott fontosabb szerepeket.

## Fiatalkora
Christie az angliai Worthingben született. Édesanyja háztartásbeli, édesapja a kereskedelem és marketing területén dolgozott. Egy kis faluban nevelkedett a South Downs közelében. Gyerekkorában tornásznak tanult, azonban egy sérülést követően kénytelen volt feladni karrierjét és a színészet iránt kezdett érdeklődni. 2005-ben végzett a londoni Drama Centre iskolában.

## Filmográfia

### Film
| Év   | Magyar cím                                        | Eredeti cím                               | Szerep          | Magyar hang      |
| ---- | ------------------------------------------------- | ----------------------------------------- | --------------- | ---------------- |
| 2007 |                                                   | The Time Surgeon (rövidfilm)              | The Tape        |                  |
| 2009 | Doctor Parnassus és a képzelet birodalma          | The Imaginarium of Doctor Parnassus       | vásárló         |                  |
| 2013 | A zéró elmélet                                    | The Zero Theorem                          | nő a reklámban  |                  |
| 2015 | Az éhezők viadala: A kiválasztott – Befejező rész | The Hunger Games: Mockingjay – Part 2     | Lyme parancsnok | Bognár Gyöngyvér |
| 2015 | Star Wars VII. rész – Az ébredő Erő               | Star Wars: The Force Awakens              | Phasma százados | Ruttkay Laura    |
| 2016 | Pusszantlak, drágámǃ – A film                     | Absolutely Fabulous: The Movie            | önmaga (cameo)  | Bertalan Ágnes   |
| 2016 |                                                   | The Dress (rövidfilm)                     | nő              |                  |
| 2017 | Star Wars VIII. rész – Az utolsó jedik            | Star Wars: The Last Jedi                  | Phasma százados | Ruttkay Laura    |
| 2018 | Sötét elmék                                       | The Darkest Minds                         | Lady Jane       | Bognár Gyöngyvér |
| 2018 |                                                   | In Fabric                                 | Gwen            |                  |
| 2018 | Isten hozott Marwenben                            | Welcome to Marwen                         | Anna            | Peller Anna      |
| 2019 | David Copperfield rendkívüli élete                | The Personal History of David Copperfield | Jane Murdstone  |                  |
| 2019 | A barátunk                                        | Our Friend                                | Teresa          |                  |
| 2022 |                                                   | Flux Gourmet                              | Jan Stevens     |                  |
| 2024 |                                                   | Robin and the Hoods                       | Aura            |                  |

### Televízió
| Év        | Magyar cím                  | Eredeti cím                  | Szerep                   | Megjegyzések                                |
| --------- | --------------------------- | ---------------------------- | ------------------------ | ------------------------------------------- |
| 2010      |                             | Seven Ages of Britain Teaser | operátor                 | 1 epizód                                    |
| 2012–2013 |                             | Wizards vs Aliens            | Lexi                     | 26 epizód                                   |
| 2012–2019 | Trónok harca                | Game of Thrones              | Tarth-i Brienne          | 42 epizód                                   |
| 2017      | A tó tükre                  | Top of the Lake: China Girl  | Miranda Hilmarson        | 6 epizód                                    |
| 2018      | Star Wars: Ellenállás       | Star Wars Resistance         | Phasma százados (hangja) | 3 epizód                                    |
| 2022      | Zöld sonka és zöld tojás    | Green Eggs and Ham           | Marilyn Blouse (hangja)  | 3 epizód                                    |
| 2022      | Sandman: Az álmok fejedelme | The Sandman                  | Lucifer                  | - 5 epizód - magyar hangja: - Kiss Eszter   |
| 2022      | Wednesday                   | Wednesday                    | Larissa Weems            | - főszereplő - magyar hangja: - Peller Anna |
| 2025      | Különválás                  | Severance                    | Lorne                    | - 2 epizód                                  |

## Fontosabb díjak és jelölések
Trónok harca
- Jelölés – Szaturnusz-díj a legjobb televíziós női mellékszereplőnek (2013, 2019)
- Jelölés – Screen Actors Guild-díj a legjobb szereplőgárdának (drámasorozat) (2013–15, 2017, 2019)
- Megnyert díj – Empire Hero Award-díj (2015, a szereplőgárdával együtt)[6]
- Jelölés – Primetime Emmy-díj – legjobb női mellékszereplő (drámasorozat) (2019)

Különválás
- Jelölés – Primetime Emmy-díj – legjobb vendégszínésznő (drámasorozat) (2025)

## Fordítás
- Ez a szócikk részben vagy egészben  a   Gwendoline Christie című angol Wikipédia-szócikk ezen változatának fordításán alapul.  Az eredeti cikk szerkesztőit annak laptörténete sorolja fel. Ez a jelzés csupán a megfogalmazás eredetét és a szerzői jogokat jelzi, nem szolgál a cikkben szereplő információk forrásmegjelöléseként.